# Herrsching am Ammersee
Herrsching am Ammersee là một đô thị ở Upper Bayern, Đức.